# Valentín Silvéstrov
Valentín Silvéstrov (en ucraniano: Валентин Сильвестров) (Kiev, Ucrania, 30 de septiembre de 1937) es un pianista y compositor ucraniano.

## Vida
Silvéstrov comenzó sus estudios musicales con clases privadas a los 15 años. Estudió piano en la Escuela de Nocturna de Música de Kiev de 1955 a 1958. Posteriormente, ingresó en el Conservatorio de Kiev (1958-1964), donde estudió Composición con Borýs Liatoshynsky, así como armonía y contrapunto con Levkó Revutsky.

## Carrera

### Estilo
Silvéstrov es conocido por su estilo musical posmoderno, y algunas, si no la mayoría de sus obras, podrían considerarse neoclásicas y posmodernistas. Mediante el uso de la técnica modal y tonal tradicional, Silvéstrov crea un tapiz único y delicado de texturas dramáticas y emocionales. Estas cualidades, según Silvéstrov, se han sacrificado en gran parte de la música contemporánea. "Yo no escribo música nueva. Mi música es una respuesta y un eco de lo que ya existe", ha dicho Silvéstrov. 
Su Sinfonía n.º 5 (1980-1982), considerada por algunos como su obra maestra, puede considerarse como una coda o epílogo inspirada por la música romántica tardía de compositores como Gustav Mahler. 
En 1974, bajo la presión para ajustarse a los preceptos oficiales del realismo socialista y la modernidad de moda, Silvéstrov optó por retirarse del centro de atención, al mismo tiempo que rechazaba su estilo modernista previo, aunque mediante la música resistió la opresión del dominio soviético, el autoritarismo, la burocracia en la cultura y la persecución religiosa, como hicieron también Sofiya Gubaidúlina, Arvo Pärt, Peteris Vasks y Galina Ustvólskaya.

## Obras
Entre sus obras más reconocidas y publicadas se encuentran siete sinfonías, poemas para piano y orquesta, piezas diversas para orquesta de cámara, dos cuartetos de cuerdas, un quinteto de piano, tres sonatas para piano, piezas para piano solo, música de cámara y música vocal (cantatas, canciones, etc .)
Algunas de sus más notables y populares piezas son las siguientes:
- Sonatina para piano (1960, revisada en 1965)
- Quartetto Piccolo para cuarteto de cuerdas (1961)
- Sinfonía n.º 1 (1963, revisada en 1974)
- Mysterium para flauta alto y seis grupos de percusión (1964)
- Spectra para orquesta de cámara (1965)
- Monodia para piano y orquesta (1965)
- Sinfonía n.º 2 para flauta, timbales, piano y orquesta de cuerdas (1965)
- Sinfonía n.º 3 "Eschatophony" (1966)
- Poema a la memoria de Borís Lyatoshinsky para orquesta (1968)
- Teatro para violín, violonchelo y piano (1970-1971)
- Meditación para violonchelo y piano (1972)
- Cuarteto de cuerda n.º 1 (1974)
- Trece Estrades Canciones (1973-1975)
- Canciones silenciosas (Silent Songs) basadas en textos de Pushkin, Lérmontov, Keats, Yesenin, Shevchenko entre otros, para barítono y piano (1974-1975)
- Sinfonía n.º 4 para instrumentos de metal y cuerdas (1976)
- Kitsch-Música, ciclo de cinco piezas para piano (1977)
- Bosque de música basade en G. Aigi bocina para soprano y piano (1977-1978)
- Postludium para violín solo (1981)
- Postludium para chelo y piano (1982)
- Sinfonía n.º 5 (1980-1982)
- Oda a la Nightingale, cantata con texto de John Keats para soprano y pequeña orquesta (1983)
- Postludium para piano y orquesta (1984)
- Cuarteto de cuerda n.º 2 (1988)
- Widmung [Dedicación], sinfonía para violín y orquesta (1990-1991)
- Metamusic, poema sinfónico para piano y orquesta (1992)
- Sinfonía n.º 6 (1994-1995)
- El Mensajero de sintetizador, piano y orquesta de cuerdas (1996-1997)
- Requiem por Larisa para coro y orquesta (1997-1999)
- Epitafio para piano y orquesta de cuerdas (1999)
- Epitafio L.B. para viola (o violonchelo) y piano (1999)
- Serenata de otoño para orquesta de cámara (2000)
- Réquiem (2000)
- Himno 2001 (2001)
- Sinfonía n.º 7 (2003)
- Lacrimosa para viola (o chelo) en solitario (2004)
- 5 canciones sagradas para SATB coro que tendrá su estreno mundial en Irlanda en 2009 (2008)